# Stone Arch Bridge
Stone Arch Bridge est un pont en arc sur le Mississippi à Minneapolis, aux États-Unis. Il s'agit d'un ancien pont ferroviaire, désormais utilisé par les cyclistes et les piétons.

## Historique

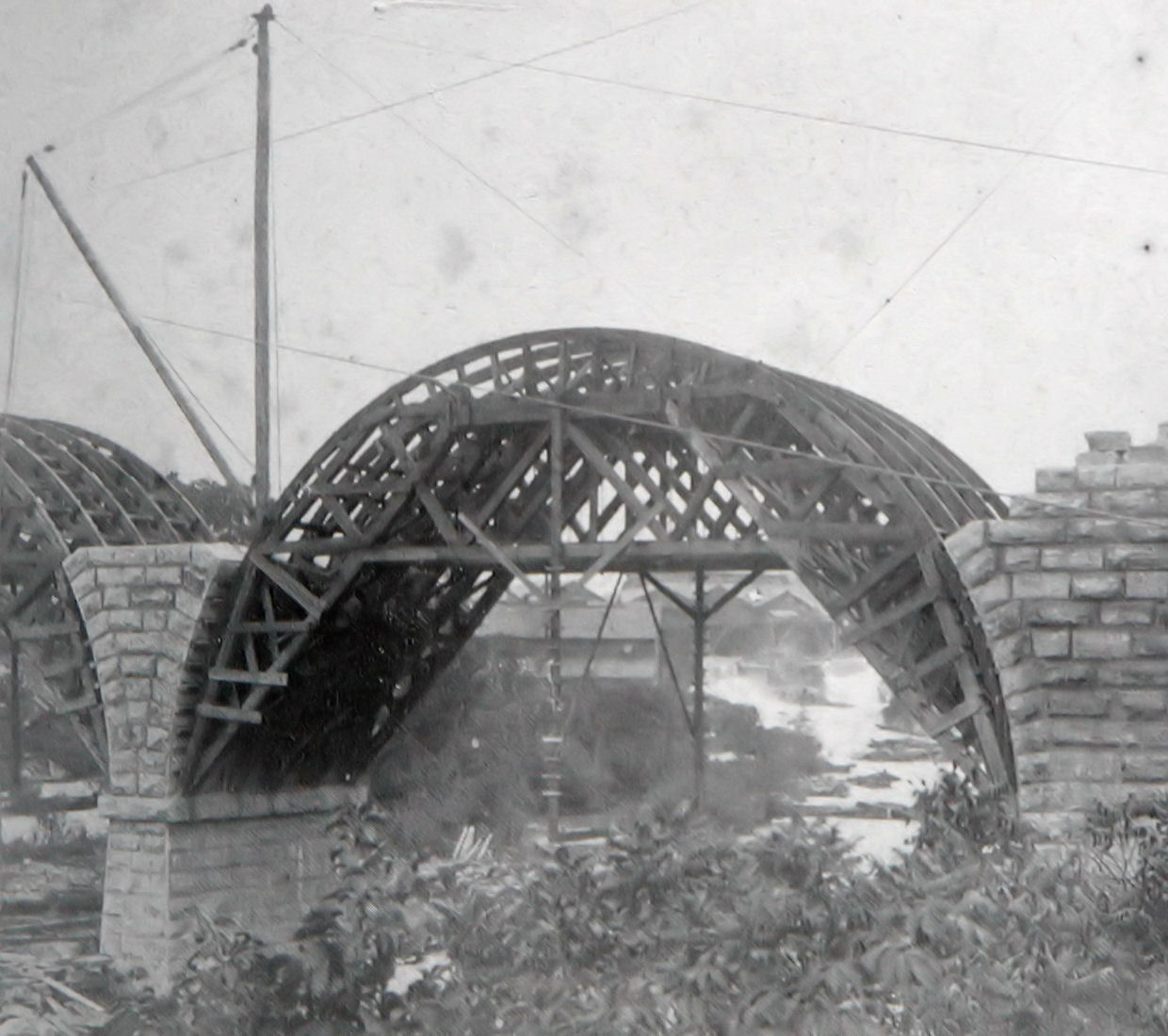
Stone Arch Bridge en construction (1883).

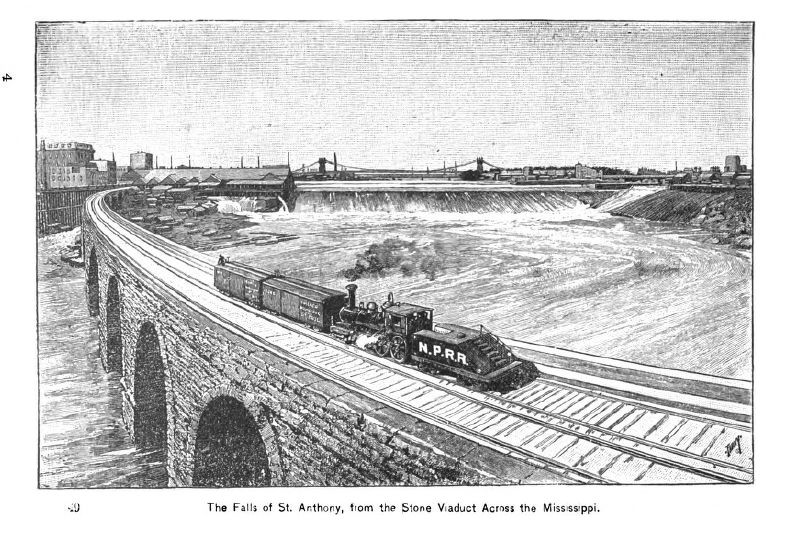
Illustration de Saint Anthony Falls et du Stone Arch Bridge, The Official Northern Pacific Railroad Guide (1893).

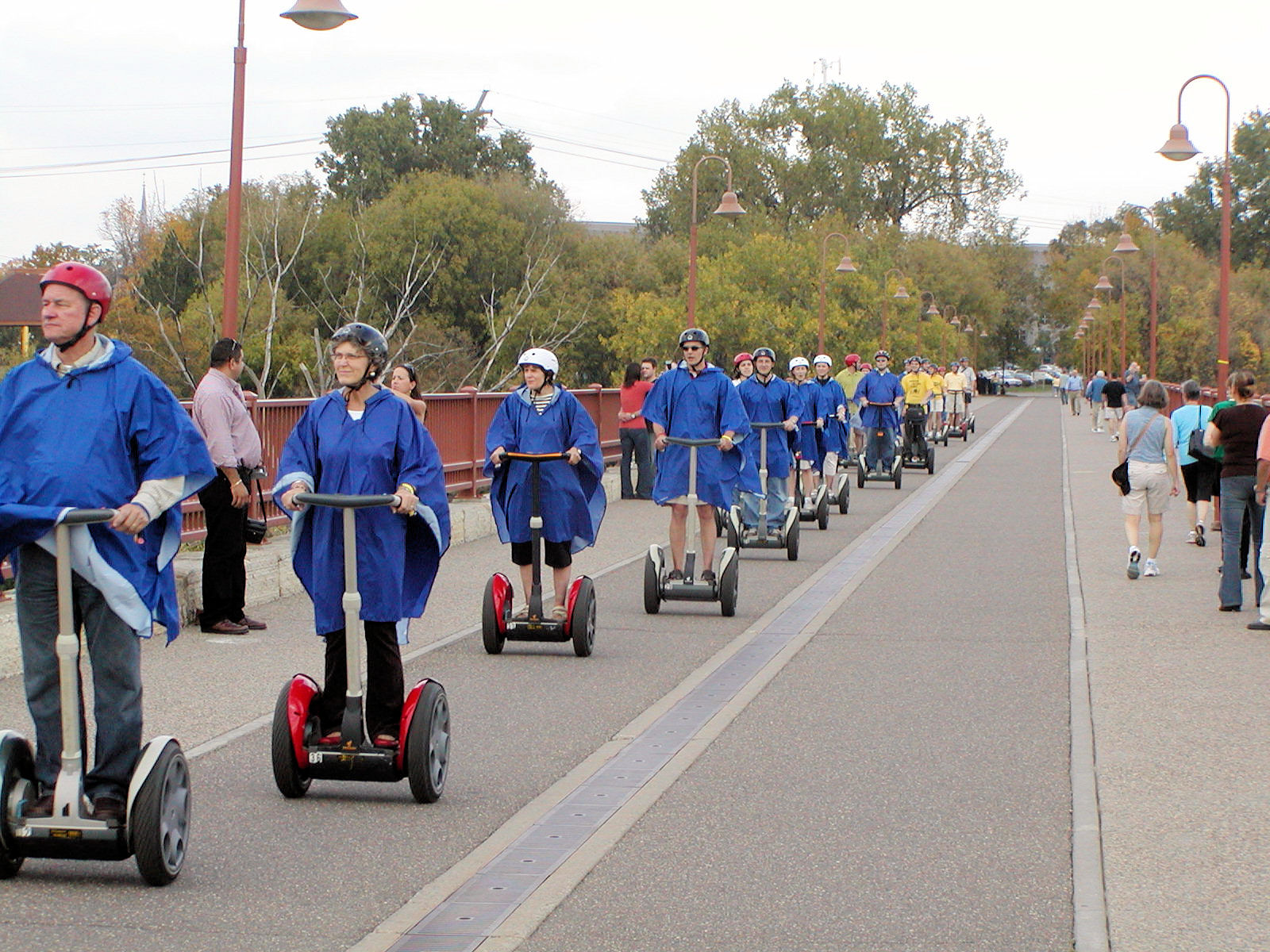
Segways et piétons sur le Stone Arch Bridge en 2007.